# 洮南市
洮南市（とうなん-し）は中国吉林省白城市に位置する県級市。長春市の北西260km、洮児河の中流右岸に位置する。

## 歴史
1904年（光緒30年）、清朝により設置された洮南府を前身とする。中華民国が整理すると1913年（民国2年）に洮南県と改称された。1958年、白城県の一部と統合され洮安県と、1987年には県級市に昇格し洮南市と改称され現在に至る。

## 行政区画
8街道、6鎮、8郷、2民族郷を管轄：
- 街道弁事処：団結街道、富文街道、光明街道、興隆街道、永康街道、通達街道、洮府街道、向陽街道
- 鎮：瓦房鎮、万宝鎮、黒水鎮、那金鎮、安定鎮、福順鎮
- 郷：万宝郷、聚宝郷、東升郷、野馬郷、永茂郷、蛟流河郷、大通郷、二竜郷
- 民族郷：フレート・モンゴル族郷（胡力吐蒙古族郷）、呼和車力モンゴル族郷

## 産業
付近の農畜産物の集散地であり、皮革・製靴などの工業が活発である。

## 交通

### 鉄道
- 中国国家鉄路集団
  - 平斉線
    - 洮南駅

### 道路
- 高速道路
  -  双嫩高速道路（中国語版）
- 国道
  -  G231国道（中国語版）